# Ringelsocken-Harnischwels
Der Ringelsocken-Harnischwels (Panaqolus albivermis) ist eine Fischart aus der Familie der Harnischwelse (Loricariidae) und trägt die L-Nummer L-204. Er kommt vor allem in den Flüssen Rio San Alejandro und Río Ucayali  im östlichen Peru vor und lebt dort zwischen Ansammlungen von versunkenem Holz. Die Art wurde erst 2013  wissenschaftlich beschrieben, ist aber seit spätestens 1996 in der Aquaristik im deutschen Sprachraum bekannt. Das Art-Epitheton albivermis ('Albi' (lat. weiß) und 'vermis' (lat. Wurm)) deutet, wie auch der Trivial-Name, auf das auffällige Muster hin.

## Merkmale
Panaqolus albivermis wird bis zu fünfzehn Zentimeter lang. Körper und Flossen sind schwarz und von deutlichen weißgelben Streifen durchzogen. Durch diese Zeichnung lässt sich die Art von allen anderen Panaqolus-Arten unterscheiden. Nur Panaqolus maccus ist recht ähnlich aber eher bräunlich als schwärzlich.
Die obere und untere Schwanzflosse sind stark verlängert. Die borstenartigen Odontoden von ausgewachsenen Männchen sind das einzige verlässliche Merkmal zur Geschlechtsbestimmung, neben den nur für Experten ersichtlichen Unterschieden der Genitalpapillen.

## Lebensweise
Wie viele andere Panaqolus-Arten gehört Panaqolus albivermis zu den Holzfressern. Der Fisch ist ein Höhlenbrüter. Im Aquarium sollte die Wassertemperatur zwischen 25 und 30 Grad betragen. Laut Berichten wurden an den Fundstellen pH-Werte zwischen 6,5 und 8,4 nachgewiesen. Solche hohen pH-Werte sind äußerst ungewöhnlich für diese Gebiete.